# Antje Jansen
Antje Jansen (* 1. März 1950 in Kiel) ist eine deutsche Politikerin. Sie war zunächst Schleswig-Holsteinische Landessprecherin der Grünen, später der Linken, gehörte von 2009 bis 2012 dem Landtag Schleswig-Holstein an und war dort zeitweise Fraktionsvorsitzende. Im März 2016 trat sie aus der Linken aus.

## Leben
Antje Jansen ist gelernte Erzieherin und lebt in Lübeck.

### Landespolitik und Parteiämter
Von 1990 bis 2000 war Jansen Mitglied der Grünen. Im Kreisvorstand Lübeck war sie von 1991 bis 1993. Landesvorsitzende war sie von 1996 bis 1997. In die PDS trat sie 2005 ein und war 2006 bis 2008 Landesvorsitzende der daraus entstandenen Partei Die Linke. Von 2007 bis 2008 war sie auch Kreisvorsitzende der Linken in Lübeck.
Bei der Landtagswahl in Schleswig-Holstein 2009 wurde Antje Jansen auf Platz 1 der Landesliste der Linken in den Landtag gewählt. Sie war Mitglied des Eingabenausschusses und des Sozialausschusses sowie stellvertretendes Mitglied des Innen- und Rechtsausschusses und des Umwelt- und Agrarausschusses. In den Jahren 2011 und 2012 war sie Vorsitzende der Fraktion. Bei der Landtagswahl in Schleswig-Holstein 2012 kandidierte Jansen erneut als Spitzenkandidatin. Die Linke scheiterte jedoch mit einem Wahlergebnis von 2,2 Prozent an der Fünfprozenthürde und Jansen schied aus dem Landtag aus. Seitdem war sie nur noch auf kommunaler Ebene aktiv.

### Kommunalpolitik
Jansen gehörte von 1994 bis 2003 und von 2008 bis 2023 der Lübecker Bürgerschaft an.
Während ihrer kommunalpolitischen Tätigkeit war sie von 1994 bis 2000 Fraktionsvorsitzende der Grünen, anschließend bis 2003 partei- und fraktionsloses Mitglied. Nach ihrem erneuten Einzug war sie 2008 bis 2016 Vorsitzende der Fraktion der Linken, 2016 bis 2018 der Fraktion Grün-Alternativ-Links (GAL) und von 2018 bis 2023 der Fraktionsgemeinschaft GAL/Freie Wähler.
Jansen war zunächst Bürgerschaftsabgeordnete der Grünen, trat 2000 wegen der Zustimmung der Grünen zur deutschen Beteiligung am Kosovokrieg aus der Partei aus, behielt jedoch ihr Bürgerschaftsmandat. Sie bekam Rückendeckung der Lübecker PDS, mit der sie fortan zusammenarbeitete. Zur Bundestagswahl 2002 wurde sie von der PDS als parteilose Direktkandidatin aufgestellt. 2003 schied sie aus der Bürgerschaft aus. Jansen kandidierte bei der Kommunalwahl 2008 als Spitzenkandidatin der Linken und zog erneut in die Bürgerschaft ein. Bei der Kommunalwahl 2013 kandidierte sie erneut als Spitzenkandidatin der Linken, verteidigte ihr Mandat und blieb Fraktionsvorsitzende.
Am 31. März 2016 trat Jansen nach langwierigen Konflikten in ihrem Kreisverband aus der Partei Die Linke und deren kommunaler Fraktion aus. Die Linke verlor daraufhin ihren Fraktionsstatus. Jansen behielt wiederum ihr Bürgerschaftsmandat. Sie beteiligte sich mit vier aus der Fraktion der Grünen ausgetretenen Kommunalpolitikern an der Neugründung einer kommunalen Fraktion namens Grün-Alternativ-Links (GAL), die bis zum Ende der Legislaturperiode 2018, ohne zur Kommunalwahl angetreten zu sein, die drittstärkste politische Kraft in der Bürgerschaft stellte. Bei der Kommunalwahl 2018 erreichte die neu gegründete Wählergemeinschaft GAL ein Mandat und Jansen zog als Spitzenkandidatin erneut in die Bürgerschaft ein. Dort bildete sie bis Mai 2023 mit dem Vertreter der Partei Freie Wähler, die ebenfalls ein Mandat erreichte, eine Fraktionsgemeinschaft, deren Vorsitzende sie war. Bei der Kommunalwahl 2023 trat Jansen erneut für die GAL an, verpasste jedoch den erneuten Einzug in die Lübecker Bürgerschaft.
Nach Umfragen der Lübecker Nachrichten und des NDR war Jansen viele Jahre in Folge die bekannteste Politikerin Lübecks.